# Suriānwān
Suriānwān är en ort i Indien.   Den ligger i distriktet Sant Ravi Das Nagar och delstaten Uttar Pradesh, i den centrala delen av landet, 600 km sydost om huvudstaden New Delhi. Suriānwān ligger 91 meter över havet och antalet invånare är 19 157.
Terrängen runt Suriānwān är mycket platt. Runt Suriānwān är det mycket tätbefolkat, med 1 361 invånare per kvadratkilometer. Närmaste större samhälle är Bhadohi, 16,9 km sydost om Suriānwān. Trakten runt Suriānwān består till största delen av jordbruksmark.